# Чижі (Україна)
Чижі́ —  село в Україні, у Лохвицькій міській громаді Миргородського району Полтавської області. Населення становить 8 осіб. До 2020 року орган місцевого самоврядування — Гирявоісковецька сільська рада.

## Географія
Село Чижі знаходиться за 2 км від села Старий Хутір та Шевченкове.

## Історія
12 червня 2020 року, відповідно до розпорядження Кабінету Міністрів України № 721-р «Про визначення адміністративних центрів та затвердження територій територіальних громад Полтавської області», село увійшло до складу Лохвицької міської громади.
19 липня 2020 року, в результаті адміністративно - територіальної реформи та ліквідації Лохвицького району, село увійшло до складу новоутвореного Миргородського району Полтавської області.